# Siikasaari (ö i Finland, Södra Savolax, Nyslott, lat 61,72, long 28,14)
Siikasaari är en ö i Finland. Den ligger i sjön Siikajärvi och i kommunen Sulkava i den ekonomiska regionen  Nyslotts ekonomiska region  och landskapet Södra Savolax, i den södra delen av landet, 240 km nordost om huvudstaden Helsingfors. Öns area är 13 hektar och dess största längd är 0,7 kilometer i sydöst-nordvästlig riktning.